# Saison 4 du Meilleur Pâtissier, spécial célébrités
 (février 2025).
- Si vous ne connaissez pas le sujet, laissez ce bandeau (vous pouvez alors contacter les auteurs).
- Si vous supprimez le contenu mis en cause (vous pouvez préalablement contacter les auteurs),

argumentez précisément cette suppression dans la page de discussion
(un manque de référence n'est pas un argument ; une recherche réelle de référence doit avoir été effectuée, être formellement documentée).
 (février 2025).
Si vous disposez d'ouvrages ou d'articles de référence ou si vous connaissez des sites web de qualité traitant du thème abordé ici, merci de compléter l'article en donnant les références utiles à sa vérifiabilité et en les liant à la section « Notes et références ».
 (juin 2025).
Motif : manque de références qualitatives, TI. Références étalées sur 7 mois. Hormis pour les rediffusions : Ozap, ref non qualitatives. Les audiences sont déjà présentes dans l'article principal. Info doublonnant ce dernier.
- Archive Wikiwix
- Bing
- Cairn
- DuckDuckGo
- E. Universalis
- Gallica
- Google
- G. Books
- G. News
- G. Scholar
- Persée
- Qwant
- (zh) Baidu
- (ru) Yandex
- (wd) trouver des œuvres sur Wikidata

| 1. | Préciser le motif de la pose du bandeau. | Précisez le motif de la pose du bandeau en utilisant la syntaxe suivante : {{admissibilité à vérifier\|date=juin 2025\|motif=remplacez ce texte par le motif}}                                                          |
| 2. | Informer les utilisateurs concernés.     | Pensez à avertir le créateur de l'article, par exemple, en insérant le code ci-dessous sur sa page de discussion : {{subst:avertissement admissibilité à vérifier\|Saison 4 du Meilleur Pâtissier, spécial célébrités}} |

La quatrième saison du Meilleur Pâtissier, spécial célébrités aussi appelée Le Meilleur Pâtissier : Chefs & Célébrités est une déclinaison du concours culinaire Le Meilleur Pâtissier, articulée autour de plusieurs candidats célèbres. Elle sera diffusée sur M6 et RTL-TVI dès le 16 janvier 2019. Elle est rediffusée sur Gulli du 4 février 2021 au 11 février 2021.[pertinence contestée] Elle est animée par Julia Vignali.

## Production et organisation
Julia Vignali, présente une nouvelle fois l'émission.
La société de production Kitchen Factory Productions, historique de l'émission depuis la première saison, produit cette édition.

### Lieu de tournage
L'émission a été tournée au château de Groussay à Montfort-l'Amaury.

## Participants
Le jury reste inchangé depuis la première saison. Il se compose de Cyril Lignac, cuisiner français, et de Jacqueline Mercorelli, dite « Mercotte », critique culinaire et blogueuse de formation sur le web.
Pour cette édition, six célébrités, pâtissiers amateurs, s'affrontent, accompagnés de six chefs professionnels.

## Principe
Le principe de cette déclinaison du Meilleur Pâtissier est le même que l'émission originale. Les seules différences que l'on peut constater sont : les candidats ne sont pas des inconnus, mais des célébrités, et les bénéfices du livre de recette publié par le gagnant sont intégralement reversés à une association choisie par ce dernier. À part cela, on retrouve l'épreuve du classique revisité, l'épreuve technique de Mercotte et l'épreuve créative. Il y a aussi un éliminé à l'issue de chaque épisode, et un candidat qui obtient le titre de pâtissier de la semaine.
Cependant, pour cette quatrième saison, le principe évolue quelque peu. En effet, les candidats sont désormais épaulés d'un chef, qui est là pour les aiguiller, les aider, les coacher, et les emmener jusqu'à la victoire. Lors de l'épreuve créative, ils sont avec les candidats durant les quinze premières minutes ; lors de l'épreuve technique, les candidats peuvent les appeler à tout moment, et ils restent avec eux durant quinze minutes ; lors de l’épreuve créative, ils restent avec les candidats tout le long de l'épreuve, mais ne peuvent toucher à rien.

## Candidats
Pour cette édition, six célébrités sont en compétition, toutes épaulés par un(e) chef(fe), à savoir :
| Personnalité           | Personnalité        | Âge    | Occupation                                     | & | Chef(fe)         | Occupation                                                                           | Statut (période)                         |
| Laure Manaudou         | Laure Manaudou      | 31 ans | Nageuse                                        | & | James Berthier   | Chef pâtissier – Finaliste de la saison 2 du Meilleur Pâtissier : Les Professionnels | Vainqueur                                |
| Gilbert Montagné       | Gilbert Montagné    | 66 ans | Chanteur                                       | & | Maëlig Georgelin | Chef pâtissier                                                                       | Finalistes                               |
| Waly Dia               | Waly Dia            | 29 ans | Comédien et humoriste                          | & | Nina Métayer     | Cheffe pâtissière au Café Pouchkine                                                  | Finalistes                               |
| Alexandra Rosenfeld    | Alexandra Rosenfeld | 31 ans | Miss France 2006 Miss Europe 2006              | & | Christophe Renou | Meilleur ouvrier de France pâtisserie                                                | Finalistes                               |
| Illustration manquante | Christine Bravo     | 62 ans | Animatrice de télévision et chroniqueuse radio | & | Yannick Delpech  | Chef cuisinier                                                                       | Finalistes                               |
| Djibril Cissé          | Djibril Cissé       | 36 ans | Footballeur                                    | & | Noémie Honiat    | Cheffe pâtissière – Candidate des saisons 3 et 5 de Top Chef                         | Éliminés le 16 janvier 2019 (émission 1) |

## Bilan par épisode
| Candidat            | 1er épisode : Souvenirs d'enfance             | 1er épisode : Souvenirs d'enfance | 1er épisode : Souvenirs d'enfance | Finale: Le rêve américain              | Finale: Le rêve américain       | Finale: Le rêve américain                             |
| Candidat            | Classique « revisité » : La tarte aux fraises | Technique : Le prarion            | Créative : Souvenir d'enfance     | Classique « revisité » : Le cheesecake | Technique : Le hummingbird cake | Créative : S'inspirer d'une star américaine en gâteau |
| ------------------- | --------------------------------------------- | --------------------------------- | --------------------------------- | -------------------------------------- | ------------------------------- | ----------------------------------------------------- |
| Laure Manaudou      | Top                                           | 1re                               |                                   |                                        |                                 | Vainqueur                                             |
| Gilbert Montagné    |                                               | 3e                                |                                   |                                        |                                 | Finaliste                                             |
| Waly Dia            | Top                                           | 4e                                |                                   |                                        |                                 | Finaliste                                             |
| Alexandra Rosenfeld |                                               | 5e                                |                                   |                                        |                                 | Finaliste                                             |
| Christine Bravo     | Flop                                          | 2e                                |                                   |                                        |                                 | Finaliste                                             |
| Djibril Cissé       | Flop                                          | 6e                                |                                   | Eliminé (Semaine 1)                    | Eliminé (Semaine 1)             | Eliminé (Semaine 1)                                   |

## Résumés détaillés

### 1erépisode: souvenirs d'enfance

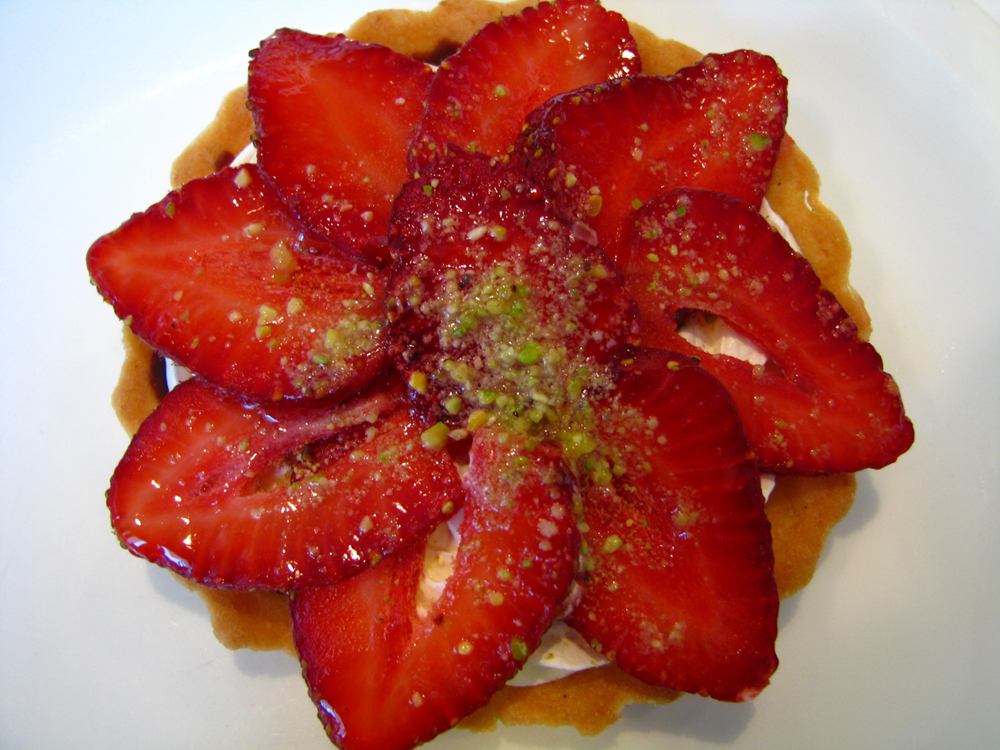
Une tarte aux fraises, gâteau les candidats doivent revisiter.

Cet épisode est diffusé pour la première fois le 16 janvier 2019. Le thème est les souvenirs d'enfance.
Durant la première épreuve, les candidats doivent revisiter la classique tarte aux fraises.
Ensuite, l'épreuve technique consiste à réaliser un prarion : gâteau de voyage savoyard.
Enfin, pour l'épreuve créative, les candidats doivent réaliser un gâteau représentant leur madeleine de Proust.

## Audiences et diffusion
En France, l'émission est diffusée le mercredi 16 janvier 2019. Un épisode dure environ 2 h 15 (publicités incluses), soit une diffusion de 21 h à 23 h 15.
| Épisode | Jour et horaire de diffusion           | Nombre de téléspectateurs | Part de marché (sur les 4 ans et plus) | Classement des audiences | Référence         |
| ------- | -------------------------------------- | ------------------------- | -------------------------------------- | ------------------------ | ----------------- |
| 1       | Mercredi 16 janvier 2019 (21:00-23:15) | 1 911 000                 | 9,9 %                                  | 3e                       | [ 4 ]             |
| 2       | Mercredi 23 janvier 2019 (21:00-23:15) | 1 930 000                 | 10 %                                   | 3e                       | [réf. nécessaire] |

Légende :
- plus hauts scores d'audiences
- plus bas scores d'audiences

En France, l'émission est rediffusée les jeudis, sur Gulli, du 4 février 2021 au 11 février 2021. Un épisode dure environ 2 h 5 (publicités incluses), soit une diffusion de 21 h 5 à 23 h 10.[pertinence contestée]
| Épisode    | Jour et horaire de diffusion        | Nombre de téléspectateurs | Part de marché (sur les 4 ans et plus) | Classement des audiences | Référence |
| ---------- | ----------------------------------- | ------------------------- | -------------------------------------- | ------------------------ | --------- |
| 1          | Jeudi 4 février 2021 (21:05-23:10)  | 215 000                   | 1 %                                    | 19e                      | [ 5 ]     |
| 2 (finale) | Jeudi 11 février 2021 (21:05-23:10) | 293 000                   | 1,4 %                                  | 15e                      | [ 6 ]     |
| Moyenne    | Moyenne                             | 254 000[réf. nécessaire]  | 1,2 %[réf. nécessaire]                 | 19e[réf. nécessaire]     |           |

Légende :
- plus hauts scores d'audiences
- plus bas scores d'audiences